# دهارا هابرد
دهارا هابرد (انگلیسی: DeHart Hubbard; ۲۵ نوامبر ۱۹۰۳ – ۲۳ ژوئن ۱۹۷۶) ورزشکار پرش طول اهل ایالات متحده آمریکا بود.